# Zhao Lina
Zhao Lina (* 18. September 1991 in Shanghai) ist eine chinesische Fußballerin. Sie spielt auf der Position der  Torhüterin und hat eine Größe von 1,82 m.

## Karriere
Aktuell spielt sie beim chinesischen Verein Shanghai Women. 2015 stand sie im Kader der chinesischen Fußballnationalmannschaft der Frauen für die Fußball-Weltmeisterschaft der Frauen in Kanada. Sie war ebenfalls Teil der Mannschaft beim Fußballturnier der Olympischen Sommerspiele 2016 in Rio de Janeiro.